# Transporte combinado acompanhado
O transporte combinado acompanhado  é o termo oficial empregue pela União Europeia para definir o transporte de um camião completo - composto pelo tractor, o remoque e o condutor -, ou o de automóvel e os seus passageiros, num outro meio de transporte, seja ele combóio, barco, etc. 
Este sistema é uma das formas do transporte combinado  que se pode resumir como sendo o transporte por mais de um sistema de transporte, logo que utiliza vários meios de transporte.

## Estrada-combóio
O transporte combinado acompanhado quando relacionado com o combóio é conhecido pelo termo  estrada-combóio. Este sistema  já é utilizado há vários anos e basta percorrer os sítios web das companhias de caminho de ferro para se aperceber das inúmeras ofertas para  turistas em período de férias . Mas muito mais importante que estas ofertas periódicas  há, na Europa, as ofertas de países de montanha como a Áustria, a França, a Itália e a Suíça. 

## Suíça
A Suíça para limitar o transito de camiões nas estradas de montanha, tomou há vários anos a iniciativa de construir dois túneis ferroviários que são  o Túnel de base de Lötschberg e o Túnel de base de São Gotardo com o fim de transferirem o tráfico de mercadorias da estrada para a combóio.
Actualmente há dois serviços com uma dezena de viagens nos dois sentidos e por dia, entre:
- Novara  Itália e Freiburg im Breisgau  Áustria via o Túnel do Simplon e o Lötschberg [2]
- Lugano e Basileia  Suíça  pelo Maciço de São Gotardo.

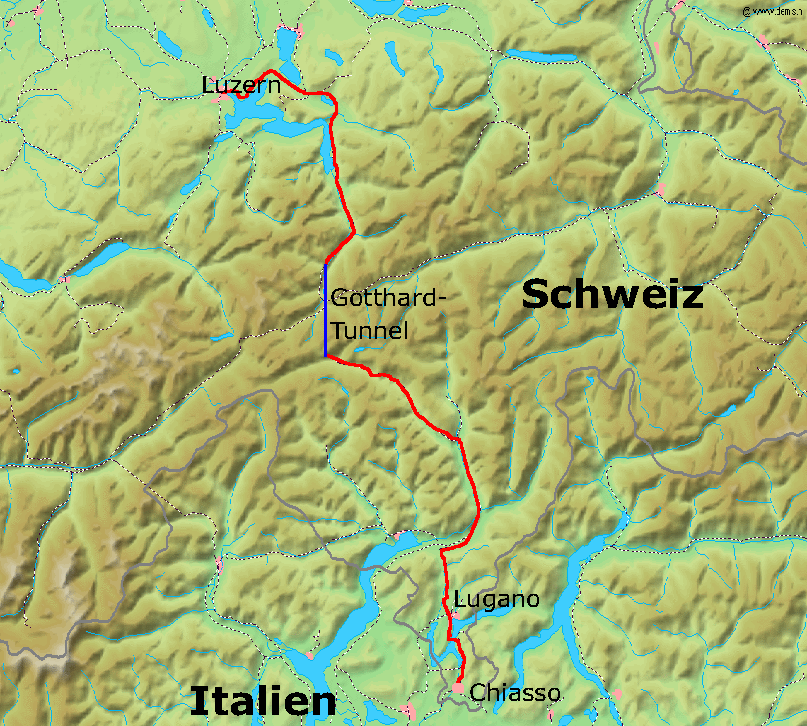
Traçado do túnel do Gotardo

## França
A frança, que designa este sistema como trains-autos, tem a fr:Autoroute ferroviaire alpine que liga a  França e a  Itália pelo Túnel ferroviário do Fréjus . 

## Imagens

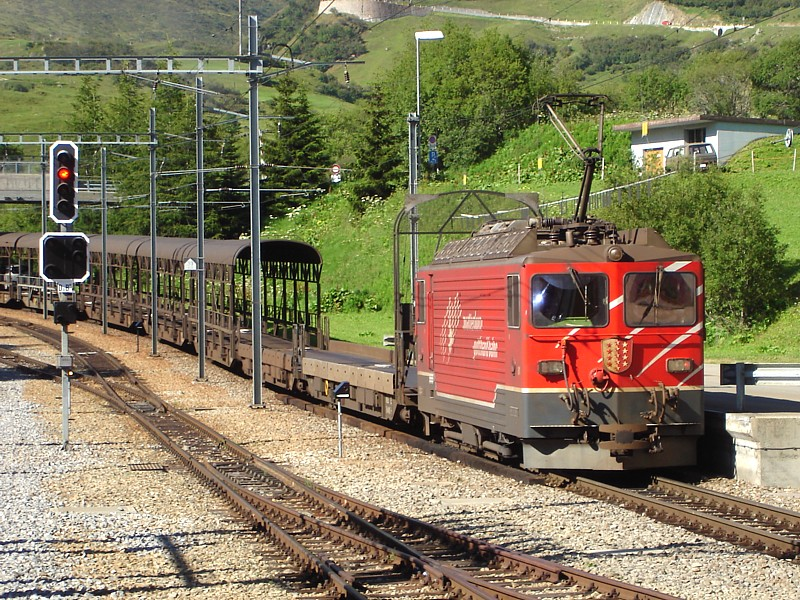
Comboio de viaturas
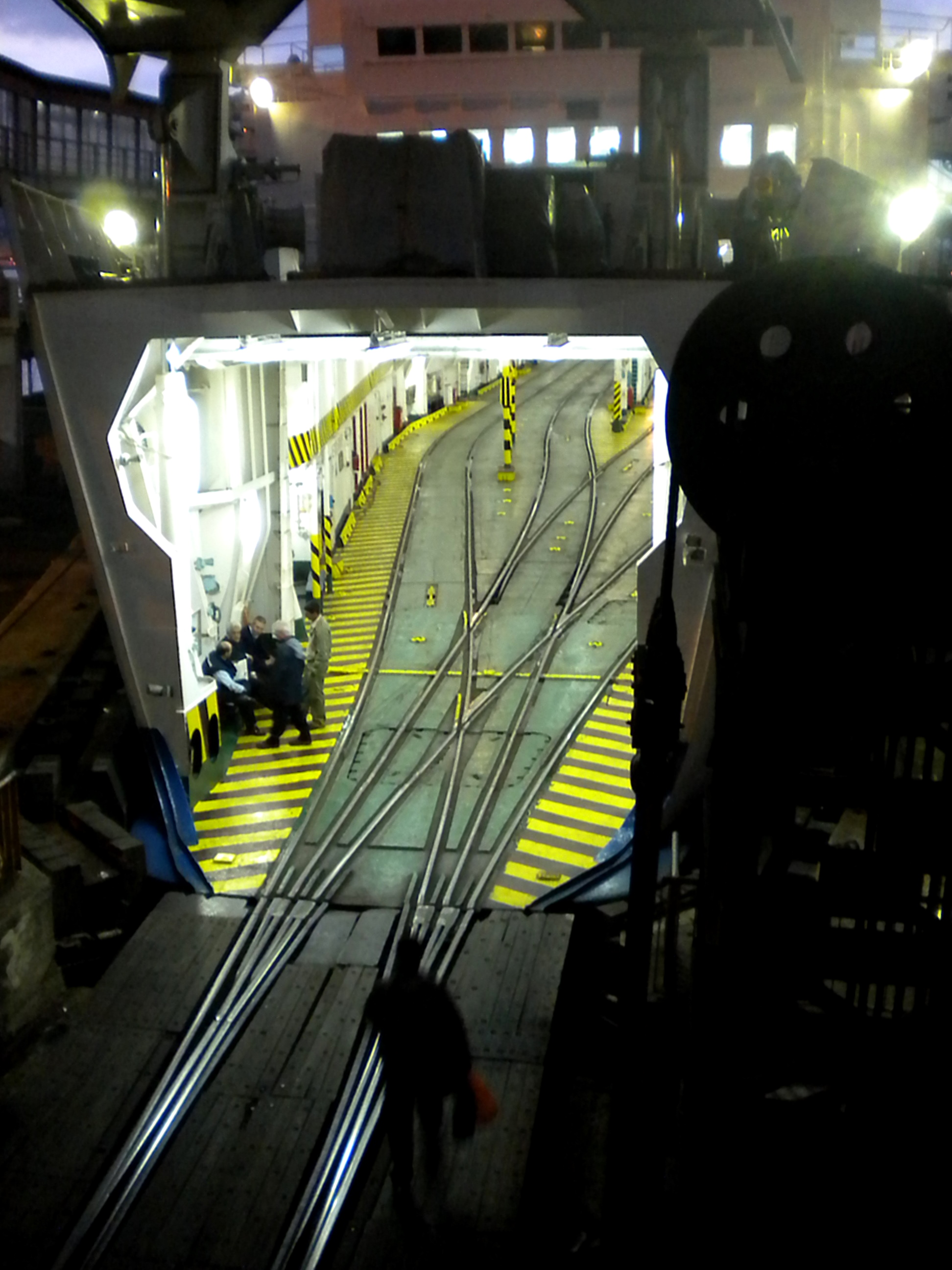
Balsa para combóio

## Liens externes
- «La route et le rail» (em francês) - Documentário vídeo da Rádio televisão Suíça de 1963.